# Neoitamus melanopogon
Neoitamus melanopogon là một loài ruồi trong họ Asilidae. Neoitamus melanopogon được Schiner miêu tả năm 1868. Loài này phân bố ở miền Australasia.